# Кейфер, Огюст
Огюст Кейфер (фр. Auguste Keufer; 20 апреля 1851, Сент-Мари-о-Мин, Гранд-Эст — 30 марта 1924, Париж ) — французский политический и профсоюзный деятель. Видный руководитель французского рабочего движения. Генеральный секретарь Французской федерации работников книжной промышленности (1884—1920); первый казначей Всеобщей конфедерации труда Франции (1895—1896); позитивист.

## Биография
Эльзасского происхождения. Родился в бедной семье, рано остался сиротой. Учился на типографа. После аннексии Эльзаса и Лотарингии, выбрав Францию, в конце 1871 года переехал в Париж. Работал в типографии Лахура, в начале 1872 года вступил в профсоюз. Участвовал в боевых столкновениях после парижской забастовки 1878 года.
Принадлежал к кругу пролетариев-позитивистов, председателем которого он был в 1880 году.
Делегат Конгресса в Гавре. Председатель федерации (1882—1883), затем с декабря 1884 по январь 1920 г. — генеральный секретарь Французской федерации работников книжной промышленности. Федерация в 1884 году насчитывала 62 секции и 6000 членов, в 1920 году — 230 секций и 22 000 членов.
Синдикалист. Один из основателей Всеобщей конфедерации труда Франции. Был членом социалистической партии СФИО (Французская секция рабочего интернационала).
Автор ряда работ и статей о жизни и условиях труда и профсоюзах, в частности о праве на забастовку.